# Старе Поле (гміна)
Гміна Старе Поле (пол. Gmina Stare Pole) — сільська гміна у північній Польщі. Належить до Мальборського повіту Поморського воєводства.
Станом на 31 грудня 2011 у гміні проживало 4729 осіб.

## Територія
Згідно з даними за 2007 рік площа гміни становила 79.72 км², у тому числі:
- орні землі: 76.00%
- ліси: 3.00%

Таким чином, площа гміни становить 16.12% площі повіту.

## Населення
Станом на 31 грудня 2011:
| Опис     | Загалом | Загалом | Чоловіки | Чоловіки | Жінки | Жінки |
| -------- | ------- | ------- | -------- | -------- | ----- | ----- |
| одиниця  | осіб    | %       | осіб     | %        | осіб  | %     |
| все      | 4729    | 100     | 2350     | 49.69    | 2379  | 50.31 |
| міське   | 0       | 100     | 0        |          | 0     |       |
| сільське | 4729    | 100     | 2350     | 49.69    | 2379  | 50.31 |

## Сусідні гміни
Гміна Старе Поле межує з такими гмінами: Ґроново-Ельбльонзьке, Дзежґонь, Мальборк, Маркуси, Новий Став, Старий Тарґ.